# Problema celor trei corpuri (roman)
Acest articol este despre romanul autorului chinez Liu Cixin. 
 Pentru problema teoretică din fizică (în general) și din mecanica clasică (în special), vedeți Problema celor trei corpuri. 
 Pentru alte sensuri, vedeți Problema celor trei corpuri (dezambiguizare).
Problema celor trei corpuri (în chineză: 三体; literal: „Trei corpuri”; pinyin: sān tǐ) este un roman științifico-fantastic al scriitorului chinez Liu Cixin. Titlul se referă la problema celor trei corpuri din astrodinamică. Este primul roman al seriei Amintiri din trecutul Terrei (în chineză 地球往事), dar cititorii chinezi se referă în general la întreaga serie ca Problema celor trei corpuri. Al doilea și al treilea roman din trilogie sunt Pădurea întunecată și Capătul morții.
Lucrarea a fost publicată în foileton în revista Science Fiction World (Kēhuàn shìjiè) în 2006 și publicată sub formă de carte în 2008. A devenit unul dintre cele mai populare romane SF din China. A primit premiul științifico-fantastic chinezesc Yinhe (Premiul Galaxia) în 2006. O adaptare cinematografică chineză cu același nume a fost în producție în 2015, dar a fost anulată la scurt timp.
Traducerea în limba engleză a romanului de către Ken Liu a fost publicată de Tor Books în 2014. Ulterior, a devenit primul roman asiatic care a câștigat vreodată premiul Hugo pentru cel mai bun roman, și a fost nominalizat la premiul Nebula pentru cel mai bun roman. Traducerea în limba română a fost realizată de Nina Iordache, cartea a fost publicată de Editura Nemira (în Colecția Nautilus) în 2017.
Seria înfățișează un viitor în care, în primul roman, Pământul așteaptă o invazie din cel mai apropiat sistem stelar, care în acest univers fictiv este format din trei stele de tip solar care orbitează între ele într-un sistem instabil cu trei corpuri, cu o singură planetă asemănătoare Pământului - o planetă nefericită care are parte de extreme de căldură și frig, precum și de distrugerea repetată a civilizațiilor sale inteligente.

## Context
Autorul chinezo-american de literatură științifico-fantastică Ken Liu a avut un contract de a traduce în limba engleză Problema celor trei corpuri, traducere care conține note de subsol care elaborează referințe la istoria Chinei care ar putea fi necunoscute publicului internațional. O schimbare notabilă a traducerii a fost că acele capitolele care au loc în timpul Revoluției Culturale au fost mutate la început, pentru a servi ca introducere. Liu Cixin a aprobat schimbarea, deoarece inițial au fost concepute ca introducere, dar au fost mutate din cauza îngrijorărilor editorului său cu privire la sensibilitatea acesteia în cadrul politicilor de cenzură din China.

## Prezentare
Povestea este formată din amintiri, flashback-uri și are loc și în prezent. Mai jos este prezentată narațiunea cronologic.
În timpul Revoluției Culturale, Ye Wenjie, absolventă de astrofizică la Universitatea Tsinghua, vede cum tatălui său este bătut până la moarte de către Gărzile Roșii de la Liceul Tsinghua susținute de mama și sora mai mică a lui Ye. Ye este numită oficial trădătoare și este forțată să se alăture unei brigăzi de muncă în Mongolia Interioară, unde se împrietenește cu un jurnalist guvernamental care solicită ajutorul lui Ye în transcrierea unei scrisori către guvern care detaliază sugestiile de politică pe baza cărții Silent Spring (Primăvară tăcută, de Rachel Carson), pe care a citit-o. Cu toate acestea, Ye este trădată de jurnalist și condamnată la închisoare după ce scrisoarea este considerată de guvern că instigă la rebeliune împotriva ordinii stabilite. În închisoare, ea este recrutată de Yang Weining și Lei Zhicheng, doi fizicieni militari care lucrează pentru Baza Coasta Roșie, o inițiativă secretă chineză de a utiliza unde radio de mare putere pentru a deteriora sateliții spion, care necesită abilitățile lui Ye în fizică. Ye descoperă posibilitatea de a amplifica undele radio de ieșire prin utilizarea cavităților de micro-unde din soare și trimite un mesaj interstelar. Opt ani mai târziu, într-o căsătorie fără iubire cu Yang, Ye primește un mesaj de la un extraterestru pacifist de pe planeta Trisolaris, avertizând-o să nu răspundă, altfel locuitorii din Trisolaris vor localiza și invada Pământul. Extraterestrul continuă să descrie condițiile de mediu și istoria societății de pe Trisolaris. Ye, care este dezamăgită de haosul politic și a ajuns să disprețuiască omenirea, răspunde oricum, invitându-i să vină pe Pământ pentru a-și rezolva problemele. Ye îl ucide pe soțul ei, Yang, împreună cu Lei, pentru a păstra secret mesajul extraterestru.
Ceva mai târziu, odată cu terminarea Revoluției Culturale și întoarcerea lui Ye la Tsinghua ca profesor, Ye îl întâlnește pe Mike Evans, fiul directorului general al celei mai mari companii petroliere din lume, care este, de asemenea, un ecologist radical și care luptă împotriva specisismului. Văzând că Evans este la fel de supărat pe umanitate, Ye îi mărturisește evenimentele anterioare. Evans își folosește puterea financiară pentru a angaja bărbați și pentru a cumpăra o navă uriașă, pe care o transformă într-o colonie mobilă și un post de ascultare. La primirea mesajelor de pe Trisolaris, validând astfel povestea lui Ye, Evans anunță crearea organizației militante și semi-secrete Earth-Trisolaris Organization (ETO) ca a cincea coloană pentru Trisolaris și o pune pe Ye la conducere. Potrivit mesajelor, forța de invazie trisolară a plecat, dar va ajunge pe Pământ abia peste 450 de ani. Societatea atrage numeroși oameni de știință, mici oficiali guvernamentali și alți oameni educați care sunt dezamăgiți de politica mondială. Ei continuă să adune o armată privată și chiar să construiască mici arme nucleare. Cu toate acestea, Evans păstrează controlul asupra majorității resurselor și începe să modifice și să rețină mesajele extraterestre de la Ye și de la alții. Mai mult, societatea se împarte în facțiuni, adventiștii (conduși de Evans) căutând distrugerea completă a umanității de către trisolari, iar răscumpărații (conduși de Shen Yufei) căutând să-i ajute pe trisolani să găsească o soluție de calcul pentru problema celor trei corpuri., care le afectează planeta natală. O a treia fracțiune mai mică, Supraviețuitorii, intenționează să-i ajute pe trisolari în schimbul vieții propriilor descendenți, în timp ce restul umanității moare.
În prezent, Wang Miao, profesor de nanotehnologie, este rugat să lucreze cu Shi Qiang, un detectiv viclean, pentru a investiga moartea misterioasă a mai multor oameni de știință. Cei doi observă că guvernele lumii comunică strâns între ele și și-au lăsat deoparte rivalitățile tradiționale pentru a se pregăti pentru război. În următoarele câteva zile, Wang experimentează efecte halucinante ciudate. Wang vede oamenii jucând un joc video sofisticat de realitate virtuală numit Three Body (care a fost creat de ETO ca instrument de recrutare) și începe să se joace el însuși. Jocul video descrie o planetă al cărei climat se răstoarnă aleatoriu între ere stabile și haotice. În timpul erelor haotice, vremea oscilează imprevizibil între frig extrem și căldură extremă, uneori în câteva minute. Locuitorii (care sunt reprezentați ca având corpuri umane) caută modalități de a prezice erele haotice, astfel încât să poată supraviețui mai bine. Spre deosebire de oameni, ei au dezvoltat abilitatea specială de a-și scoate din corp apa, transformându-se într-un fel de rolă de pânză, pentru a rămâne în stare latentă atunci când apar erele haotice, necesitând o altă persoană să le rehidrateze. Personaje asemănătoare lui Aristotel, Mozi, Newton și alții încearcă și nu reușesc să modeleze clima, pe măsură ce civilizațiile multiple cresc și sunt distruse prin dezastre la scară largă. Wang este apreciat când își dă seama cum funcționează clima: (1) planeta Trisolaris are trei sori, (2) sorii au diferite tipuri de compoziții, iar când sunt departe de suprafața planetei, numai miezul soarelui poate ajunge la suprafață, apărând pe cer ca o stea zburătoare, (3) erele stabile apar atunci când doi sori sunt departe, iar Trisolaris orbitează pe al treilea, (4) erele haotice apar atunci când Trisolaris orbitează mai mult de un soare, (5) furtuni de foc se întâmplă atunci când doi sau trei sori sunt aproape de suprafața planetei, (6) dacă sunt văzute trei stele zburătoare acest lucru provoacă frig intens, deoarece înseamnă că toți cei trei sori sunt departe și (7) în cele din urmă cei trei sori se vor alinia și Trisolaris va cădea pe cel mai apropiat și va fi consumată. Jocul arată cum trisolarii construiesc și lansează nave colonii pentru a invada Pământul, crezând că orbita stabilă a acestuia va permite prosperitate fără precedent și vor scăpa de distrugerea planetei lor.
Wang este racolat de organizația ETO și îl informează pe Shi despre una dintre întâlnirile lor, ducând la o bătălie între Armata Republicii Populare Chineze și soldații societății și la arestarea lui Ye. Armata chineză lucrează cu americanii, conduși de colonelul Stanton, pentru a pândi nava lui Evans în timp ce trece prin Canalul Panama. Pentru a împiedica echipajul să-și distrugă comunicațiile cu trisolarienii, echipa urmează sugestia lui Shi de a folosi filamentul nano-material al lui Wang pentru a tăia rapid nava și a ucide pe toți cei de la bord (documentele și computerele tăiate de filament ar putea fi reasamblate după). Din datele adunate, apar noi revelații. În primul rând, extratereștrii au o pico-tehnologie extrem de avansată, care le permite să creeze supercalculatoare cu unsprezece dimensiuni numite sofoni care, vizualizate în trei dimensiuni, ocupă doar volumul unui proton. Pe de altă parte, doi dintre acești sofoni au fost fabricați și trimiși pe Pământ, având puterea de a provoca halucinații, de a spiona orice colț al Pământului, de a transmite informațiile adunate către Trisolaris folosind inseparabilitatea cuantică și de a perturba toate acceleratoarele de particule ale Pământului. Trisolarii se tem că umanitatea va dezvolta o tehnologie suficient de avansată pentru a lupta împotriva invaziei și decid că perturbarea acceleratoarelor pentru a da rezultate aleatorii va paraliza progresul tehnologic al Pământului până când sosesc trisolarii. Odată ce au sosit mai mulți sofoni, intenționează să producă miracole vizuale și alte halucinații la scară masivă pentru a face omenirea să nu mai creadă în propriii savanți. Detectând acest lucru prin intermediul sofonilor, trisolarii transmit un ultim mesaj armatei chineze„Sunteți gândaci!" și încetează orice comunicare. Ye, acum în custodie, i se permite să viziteze vechea bază a Coastei Roșii și reflectă asupra alegerilor sale din trecut, menționând că umanitatea de acum nu va mai fi niciodată aceeași. Shi Qiang îl găsește pe Wang Miao și colegii săi consumând deprimați alcool și îi duce în satul său natal din nord-estul Chinei. Shi Qiang reflectă asupra modului în care, în ciuda tuturor progreselor făcute de om în ceea ce privește pesticidele, lăcustele fără inteligență au reușit să supraviețuiască și să prospere. Cu o speranță reînnoită, Wang Miao și Shi Qiang se întorc la Beijing pentru a ajuta la planificarea războiului împotriva trisolarilor.

## Personaje
Numele chinezești sunt scrise astfel: primul este numele de familie și al doilea este prenumele.

### Familia lui Ye
- Ye Zhetai (叶哲泰) - fizician, profesor la Universitatea Tsinghua, ucis în timpul unui conflict al Revoluției Culturale
- Shao Lin (绍琳) - fizician, soția lui Ye Zhetai
- Ye Wenjie (叶文洁) - astrofizician, fiica lui Ye Zhetai, prima persoană care a stabilit contactul cu trisolarii, ulterior lider spiritual al ETO
- Ye Wenxue (叶文雪) - sora mai mică a lui Ye Wenjie, studentă la liceul Tsinghua și membră a Gărzilor Roșii, ucisă în timpul violențelor

### Baza Coasta Roșie
- Lei Zhicheng (雷志成) - comisar politic la Baza Coasta Roșie, care l-a recrutat pe Wenjie, ulterior ucis de Ye
- Yang Weining (杨卫宁) - inginer șef la Baza Coasta Roșie, cândva student al lui Ye Zhetai, ulterior soțul lui Ye Wenjie, ucis de Ye

### În prezent
- Wang Miao (汪淼) - cercetător în nanomateriale, academician al Academiei de Științe din China
- Yang Dong (杨冬) - specialist în teoria coardelor și fiica lui Ye Wenjie și Yang Weining, s-a sinucis ulterior
- Ding Yi (丁仪) - fizician teoretic, iubitul lui Yang Dong
- Shi Qiang (史强) - detectiv de poliție și specialist în combaterea terorismului, poreclit „Da Shi” (大史), („Marele Shi”)
- Chang Weisi (常伟思) - general-maior al Armatei Populare de Eliberare
- Shen Yufei (申玉菲) - fizician chinezo-japonez și soția lui Wei Cheng; membru al Frontierelor Științei
- Wei Cheng (魏成) - tânăr geniu al matematicii, soțul lui Shen Yufei
- Pan Han (潘寒) - biolog, prieten / cunoscut al lui Shen Yufei și Wei Cheng și membru al Frontierelor Științei
- Sha Ruishan (沙瑞山) - astronom, unul dintre elevii lui Ye Wenjie
- Mike Evans (麦克·伊文斯) - fiul unui magnat petrolier, principala sursă de finanțare a organizației ETO
- Colonelul Stanton (斯坦顿) - ofițer al United States Marine Corps, comandant al Operațiunii Guzheng

## Premii
| Premiul                                                            | Rezultat     |
| ------------------------------------------------------------------ | ------------ |
| 2006 Yinhe (Premiul Galaxia (China).)                              | Câștigat     |
| 2015 Premiul Hugo pentru cel mai bun roman                         | Câștigat     |
| 2014 Premiul Nebula pentru cel mai bun roman                       | Nominalizare |
| 2015 Premiul Locus pentru cel mai bun roman SF                     | Nominalizare |
| 2015 Premiul Prometheus                                            | Nominalizare |
| 2015 Premiul John W. Campbell Memorial pentru cel mai bun roman SF | Nominalizare |
| 2017 Premiul Kurd-Laßwitz pentru cea mai bună lucrare SF străină   | Câștigat     |
| 2017 Premio Ignotus pentru cel mai bun roman străin                | Câștigat     |
| 2017 Grand Prix de l'Imaginaire pentru cel mai bun roman străin    | Nominalizare |

## Recepție
În decembrie 2019, The New York Times a citat romanul Problema celor trei corpuri ca având o contribuție la popularizarea științifico-fantasticului chinez la nivel internațional, lăudând calitatea traducerii în limba engleză a lui Ken Liu, precum și susținerea cărții de către George R. R. Martin, fondatorul Facebook, Mark Zuckerberg și fostul președinte american Barack Obama. Obama a descris romanul ca având un domeniu de aplicare „imens” și a considerat că este „distractiv de citit, parțial pentru că [face ca] problemele mele de zi cu zi cu Congresul SUA să pară destul de mărunte”.
Kirkus Reviews a observat că „în concepție și dezvoltare, seamănă cu o lucrare de vârf a lui Arthur C. Clarke sau a lui Larry Niven, dar cu o perspectivă - intrigi, mistere, conspirații, crime, dezvăluiri și toate - încorporate într-o cultură și o politică dramatic de nefamiliară celor mai mulți cititori din Occident, lucrare iluminată convenabil cu note de subsol, prin amabilitatea traducătorului Liu.”
Joshua Rothman de la The New Yorker l-a caracterizat pe Liu Cixin ca „Arthur C. Clarke al Chinei” și a observat în mod similar că în „științifico-fantasticul american ... viitorul imaginat al umanității seamănă adesea cu trecutul Americii. Pentru un cititor american, una dintre plăcerile citirii lucrărilor lui Liu este că scrierile sale se bazează pe resurse complet diferite", citând utilizarea sa a temelor legate de istoria și politica chineză.

## Trilogie
Cărțile următoare din trilogia Amintiri din trecutul Terrei sunt: 
- 黑暗 森林 (Pădurea întunecată), 2008; Traducere în limba engleză de Joel Martinsen, publicată de Tor Books în 2015. Traducere în limba română de Nina Iordache, publicată de Editura Nemira (Colecția Nautilus) în 2018.[25]
- 死神 永生 (Capătul morții), 2010; Traducere în limba engleză de Ken Liu publicată de Tor Books în 2016. Traducere în limba română de Nina Iordache, publicată de Editura Nemira (Colecția Nautilus) în 2020.[26]

## Traduceri în alte limbi
- bulgară: Трите тела , 2020
- cehă: Problém tří těles, 2017
- engleză: The Three Body Problem, 2014
- finlandeză: Kolmen kappaleen probleema, 2018
- franceză: Le Problème à trois corps, 2016
- germană: Die drei Sonnen, 2016
- greacă: Το πρόβλημα των τριών σωμάτων, 2016
- italiană: Il problema dei tre corpi, 2017
- lituaniană: Trijų kūnų problema, 2020
- japoneză: 三体, 2019
- maghiară: A Háromtest-probléma, 2016
- mongolă: Гурван биет, 2019
- norvegiană: Trelegemeproblemet, 2019
- poloneză: Problem trzech ciał, 2017
- portugheză: O Problema dos Três Corpos, 2016
- română: Problema celor trei corpuri, 24 noiembrie 2017
- rusă: Задача трех тел, 2016
- sârbă: Problem tri tela 2019
- coreeană: 삼체, 2013
- spaniolă: El problema de los tres cuerpos, 2016
- thailandeză: ดาวซานถี่ อุบัติการสงครามล้างโลก, 2016
- turcă: Üç Cisim Problemi, 2015
- ucraineană: Проблема трьох тіл, 2017
- vietnameză: Tam Thể, 2016

## Muzică a fanilor
Există numeroase compoziții muzicale realizate de fani pentru această trilogie.
- PROJECT Three-Body OST[27] este un album de coloană sonoră realizat în 2011 de către  Wang Lifu. Lifu a declarat că albumul a fost în mare parte compus din demo-uri simple pe care le-a scris în timp ce a citit romanul.[28]
- Live from Afar Vol. 1: Three Body in Sound [29] este un album din 2017, de asemenea, de Wang Lifu. A fost transmis mai întâi într-o sesiune live pe site-ul de întrebări și răspunsuri Zhihu ca parte a unei serii de sesiuni live numită Interpretarea cărților: frumusețea expertizei și a perspicacității.

## Adaptări
Problema celor trei corpuri (în chineză 三体) este un film 3D SF chinezesc [anulat sau] amânat, o adaptare a seriei lui Liu Cixin, în regia lui Fanfan Zhang și cu Feng Shaofeng și Zhang Jingchu în rolurile principale.
Un serial bazat pe carte a fost comandat de Netflix, cu David Benioff, D. B. Weiss și Alexander Woo ca scenariști și producători executivi.. Premiera serialului a fost programată pentru difuzare pe 21 martie 2024 în România.

## Vezi și
- 2008 în științifico-fantastic